# Tamara Todevska

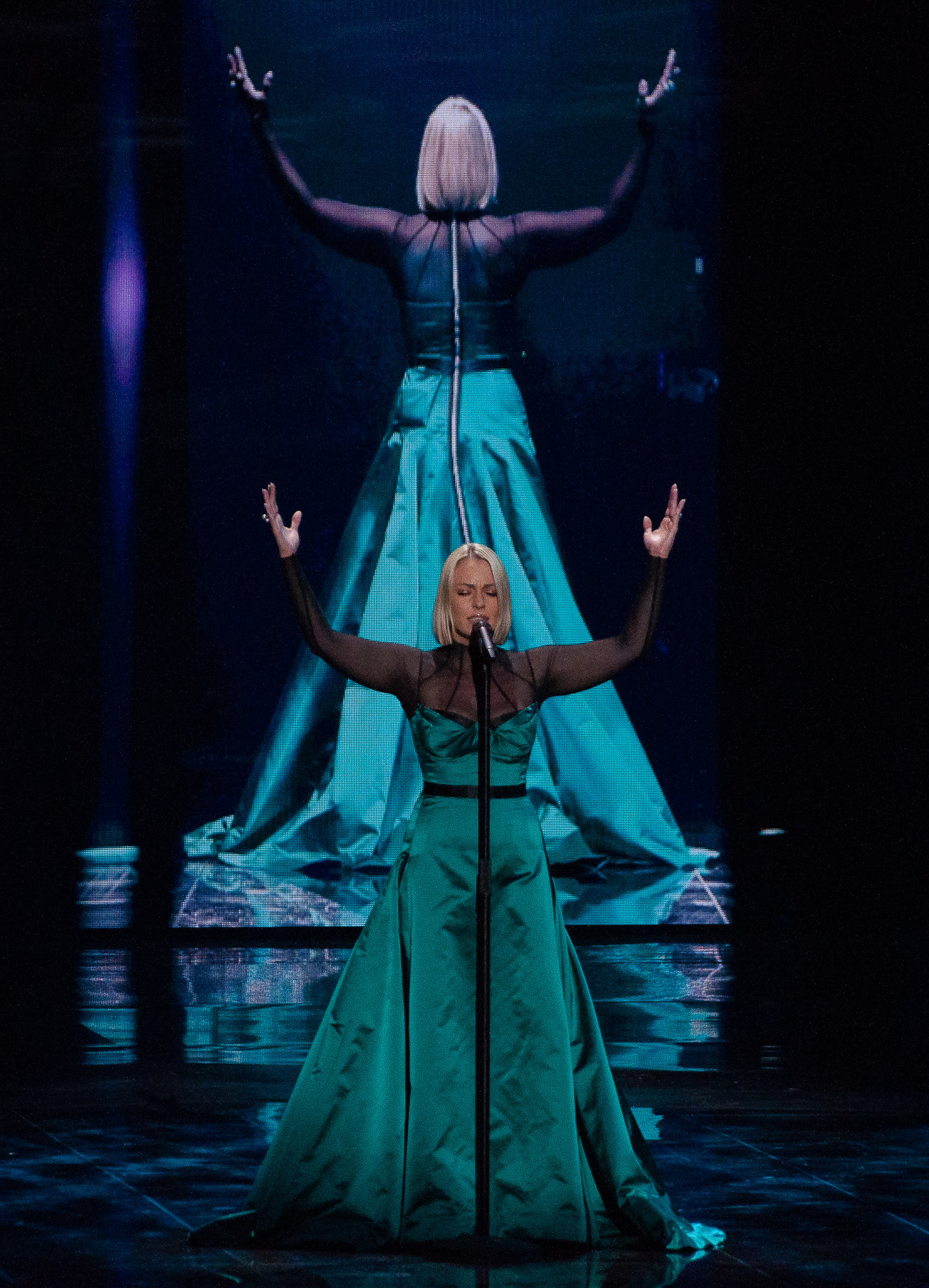
Tamara Todevska (2019)

Tamara Todevska é uma cantora macedónia. Tamara Todevska foi uma das representante da Macedónia no Festival Eurovisão da Canção 2008. Ela representou a Macedônia na competição, cantando a música "Let Me Love You" com Vrčake e Adrian Gaxha, mas não conseguiu se classificar para a final. Em 2019, ela voltou a participar com a música "Proud" e alcançou o sétimo lugar na final, garantindo à Macedónia do Norte seu melhor resultado no concurso.
Tamara começou sua carreira musical em 2003 após o lançamento de seu álbum de estúdio de estreia Sino. Ela ganhou em várias competições musicais ao longo de sua carreira, como MAKFest, em 2006, e Skopje Fest, em 2007.

Todevska é a irmã mais nova da cantora Tijana Dapčević, e elas já apresentaram juntas diversas vezes.
1. ↑  Todevska, Tamara. «Tamara, Vrčak e Adrijan». Euro Vision
2. ↑  Todevska, Tamara. «Tamara Todevska». Euro Vision
3. ↑  М, Р. (3 de fevereiro de 2021). «Happy Birthday Tijana: Tamara Todevska congratulated her sister on her birthday with a beautiful photo - Free Press». Слободен печат (em inglês). Consultado em 2 de outubro de 2024